# Pacifisticuffs
Pacifisticuffs é o quarto álbum de estúdio da banda sueca de avant-garde metal Diablo Swing Orchestra. Foi lançado em 8 de dezembro de 2017 e é o primeiro com a vocalista Kristin Evegård e o baterista Johan Norbäck.
Gravado entre julho e outubro de 2016, o álbum era originalmente esperado para o final de 2016, mas problemas com a mixagem causaram atrasos significativos. O álbum traz uma regravação do single de 2014 "Jigsaw Hustle" e teve dois singles: "Knucklehugs", lançado em 3 de novembro, e "The Age of Vulture Culture", lançado em 1 de dezembro.
Mantendo a tradição da banda, Pacifisticuffs combina vários gêneros como heavy metal, rock, swing, progressivo e clássico; influências como jazz, bluegrass, schlager, disco, folk, gospel, blues, tango, e latino também foram observados, bem como a transição para os vocais mais pop de Kristin em comparação ao estilo operático da ex-vocalista AnnLouice Lögdlund. O álbum recebeu resenhas positivas dos críticos de música.

## Produção e gravação
A banda anunciou que começaram a trabalhar em seu próximo álbum no dia 16 de agosto de 2014, ao mesmo tempo em que anunciaram Kristin como a vocalista feminina.
As gravações começaram com o produtor Roberto Laghi e o engenheiro de som Jakob Herrmann no Top Floor Studios em Gotemburgo em 16 de julho de 2016 com a bateria, que terminou em 24 de julho. A gravação das guitarras e do baixo começou em 3 de agosto, com baixo terminado em 4 de setembro. A gravação dos metais começou em 18 de setembro, as cordas em 19 de setembro, um coro de cinco pessoas no dia 24 de setembro e o piano de cauda no dia 27 de setembro. A gravação dos vocais começou no dia 29 de setembro e terminou no dia 9 de outubro, concluindo as gravações principais.
A mixagem era para ter sido feita até o final de outubro de 2016, mas dificuldades técnicas levaram a um atraso no lançamento do álbum. A banda finalmente anunciou a conclusão da mixagem e o início da masterização em 14 de janeiro de 2017.

## Lançamento e promoção
Em 10 de fevereiro de 2017, eles revelaram o título, comentando: "diga isso cem vezes antes de dormir e acorde uma pessoa ainda melhor." A lista de faixas foi revelado no dia 25 de março, e a capa em 22 de abril.
Após anunciar que o álbum seria lançado em outubro de 2017, a banda informou no dia 14 daquele mês que a data seria na verdade 8 de dezembro. Eles também anunciaram que dois novos singles seriam lançados antes do álbum: "Knucklehugs" no dia 3 de novembro (intitulado "Knucklehugs (Arm Yourself With Love)" no álbum) e "The Age of Vulture Culture" no dia 1 de dezembro.

## Arte e capa
A capa do álbum foi feita por Sebastian Kowoll. O baixista Anders Johansson foi responsável pela direção de arte do encarte.
De acordo com a banda, um dos principais temas visuais do álbum é "geometria radical".

## Recepção

### Recepção da crítica
| Críticas profissionais | Críticas profissionais |
| Avaliações da crítica  | Avaliações da crítica  |
| Fonte                  | Avaliação              |
| ---------------------- | ---------------------- |
| Angry Metal Guy        | Positiva               |
| Antichrist Magazine    | Positiva               |
| Crom Magazine          | [ 12 ]                 |
| Dangerdog.com          | [ 26 ]                 |
| Heavy Blog is Heavy    | Positiva               |
| It Djents              | Positiva               |
| Lords of Metal         | 98/100                 |

O álbum foi muito bem recebido pela crítica, com a maior parte dos elogios indo para sua mistura de diferentes gêneros, unicidade e as performances musicais, especialmente de Kristin e da ala de metais.
Em uma análise positiva, Lords of Metal chamou Pacifisticuffs de "um álbum que é mais pegajoso que qualquer coisa que esta banda já fez", e o chamou de "o álbum progressivo do ano". Antichrist Magazine fez uma análise positiva também, elogiando bastante Kristin e a mistura de gêneros no álbum.
It Djents deu nota 9/10 ao álbum, elogiando a composição das músicas e sua diversidade, afirmando que "se você aprecia audições desafiadoras que são tornadas mais acessíveis pela mistura de muitos gêneros diferentes, perícia na escrita, executantes apaixonados e muito coração, você precisa ouvir isto".
Dangerdog.com deu ao álbum nota 4/5, afirmando que "Diablo Swing Orchestra atingiu o auge de sua criatividade e performance. Tanto que eles se tornaram previsíveis por exemplo, um gênero em si mesmo que chegou até onde pode ir. De qualquer forma, se você gosta de Diablo Swing Orchestra, você ficará completamente satisfeitocom Pacifisticuffs".
O crítico do Heavy Blog Is Heavy Karlo Doroc elogiou a mixagem, a produção, composição e performances instrumentais. Ele também elogiou Kristin, afirmando que "conquanto a voz dela possa parecer chorosa e meio irritante a princípio, ela se mostra um gosto adquirido e um que é muito mais adequado para a miríade de estilos encontrados no álbum. Com efeito, quanto mais o álbum progride, mais ela parece estar em seu elemento, em casa em meio à selvagem loucura girando à sua volta".
Angry Metal Guy chamou o álbum de "esperto, divertido e bem escrito", sentindo que a banda "sempre consegue fundir estilos com espontaneidade, demonstrando excelente habilidade musical e força composicional". No entanto, ele criticou a mixagem e masterização, chamando-as de "claustrofobicamente fechadas em um muro de tijolos"".
Embora insatisfeito com a falta do "espírito de metal" no álbum, Crom Magazine fez uma resenha positiva, afirmando que "isso não é um lançamento para o metaleiro puro, le ousa demais e oferecei metal de menos. Pacifisticuffs é um banquete para os ouvidos daqueles que amam música enérgica que continuamente força fronteiras.

### Desempenho comercial
Em 12 de dezembro de 2017, o álbum foi classificado em 72º na lista de best-sellers de música digital da Amazon.

## Lista de faixas
Todas as faixas escritas e compostas por Diablo Swing Orchestra. 
| N.º | Título                                                                               | Vocais principais¹                                  | Duração |  |
| 1.  | "Knucklehugs (Arm Yourself with Love)" (Abraços de Nós dos Dedos (Arme-se com Amor)) | Daniel Håkansson, Kristin Evegård, Pontus Mantefors | 2:26    |  |
| 2.  | "The Age of Vulture Culture" (A Era da Cultura de Abutre)                            | Kristin                                             | 5:00    |  |
| 3.  | "Superhero Jagannah" (Jagannatha Super-herói)                                        | Kristin, Daniel, Mantefors                          | 5:41    |  |
| 4.  | "Vision of the Purblind" (Visão do Míope)                                            | Instrumental                                        | 1:01    |  |
| 5.  | "Lady Clandestine Chainbreaker" (Senhorita Quebradora de Correntes Clandestina)      | Kristin                                             | 4:50    |  |
| 6.  | "Jigsaw Hustle" (Pressa da Serra Tico-Tico (versão do álbum))                        | Kristin                                             | 4:52    |  |
| 7.  | "Pulse of the Incipient" (Pulso do Incipiente)                                       | Instrumental                                        | 0:34    |  |
| 8.  | "Ode to the Innocent" (Ode aos Inocentes)                                            | Kristin                                             | 3:49    |  |
| 9.  | "Interruption" (Interrupção)                                                         | Kristin                                             | 5:21    |  |
| 10. | "Cul-de-Sac Semantics" (Semânticas de Rua sem Saída)                                 | Instrumental                                        | 1:09    |  |
| 11. | "Karma Bonfire" (Fogueira de Karma)                                                  | Daniel, Kristin, Mantefors                          | 4:14    |  |
| 12. | "Climbing the Eyewall" (Escalando a Parede do Olho)                                  | Kristin                                             | 4:40    |  |
| 13. | "Porch of Perception" (Alpendre da Percepção)                                        | Instrumental                                        | 0:43    |  |

¹Em ordem de aparição.

## Créditos
Créditos adaptados do encarte do álbum.
| Diablo Swing Orchestra - Kristin Evegård – vocal, piano - Daniel Håkansson – vocal guitarras - Pontus Mantefors – guitarras, sintetizador, banjo, vocais¹ - Anders Johansson – baixo, vocais de apoio - Johannes Bergion – violoncelo, vocais de apoio - Martin Isaksson – trompete, piano, vocais de apoio - Daniel Hedin – trombone, vocais de apoio - Johan Norbäck – bateria, percussão, vocais de apoio Produção - Roberto Laghi – produção, mixagem, engenharia - Dragan Tanaskovic – masterização - Pontus Mantefors – co-produção, co-engenharia - Jakob Herrmann – assistência de engenharia (Top Floor Studio) - Sebastian Kowoll – ilustração da capa - Anders Johansson – direção de arte | Músicos de apoio - Diana Lewtak - violino - Yuki Tashiro - violino - Max Wulfson - violino - Nathalie Bertilsson - viola - Viktor Turegård - contrabaixo - Paloma Pinto Viloria - clarinete - Kristian Karlstedt - tuba - Michael Osbeck - percussão - Alexander Lövmark - vocais de apoio - Ellinor Bergion - vocais de apoio - Lotta Wilk - vocais de apoio |

¹Enquanto cantor, Pontus só é creditado como vocalista de apoio; no entanto, ele faz vocais masculino em várias canções, embora com menos destaque do que Daniel.